# Cier-de-Rivière
Cier-de-Rivière – miejscowość i gmina we Francji, w regionie Oksytania, w departamencie Górna Garonna.
Według danych na rok 1990 gminę zamieszkiwało 249 osób, a gęstość zaludnienia wynosiła 27 osób/km² (wśród 3020 gmin regionu Midi-Pireneje Cier-de-Rivière plasuje się na 814. miejscu pod względem liczby ludności, natomiast pod względem powierzchni na miejscu 1150.).